# 手子林村
手子林村（てこばやしむら）は埼玉県の北東部、北埼玉郡に属していた村。

## 地理
- 河川 - 会の川

## 歴史
- 1889年（明治22年）4月1日 町村制施行により、上手子林村、下手子林村、町屋村、神戸村が合併し北埼玉郡手子林村が成立する。
- 1943年（昭和18年）2月1日 中島村を編入する。
- 1954年（昭和29年）9月1日 羽生町、新郷村、須影村、岩瀬村、川俣村、井泉村と合併し羽生市となる。

## 著名な出身者
- 岡戸文右衛門 - 広聞学校（現・羽生市立手子林小学校）、私立埼玉英和学校（現・埼玉県立不動岡高等学校）創設者